# František Kordula
František Kordula (* 3. června 1938 Ratíškovice) je bývalý český fotbalový záložník a trenér. Žije v Dubňanech.

## Hráčská kariéra
Je odchovancem Baníku Ratíškovice, se kterým v roce 1955 vyhrál dorostenecký titul. V československé lize hrál za Duklu Praha, dal 10 ligových gólů. S Duklou získal v sezoně 1957/58 mistrovský titul. V Poháru mistrů evropských zemí nastoupil v 1 utkání proti Dinamu Záhřeb.

### Prvoligová bilance
| Ročník             | Zápasy | Góly | Minuty | Klub        |
| ------------------ | ------ | ---- | ------ | ----------- |
| I. liga 1957/58    | 5      | 3    | 450    | Dukla Praha |
| I. liga 1958/59    | 11     | 7    | 976    | Dukla Praha |
| CELKEM I. ČS. LIGA | 16     | 10   | 1 426  |             |

## Trenérská kariéra
Po skončení hráčské kariéry se stal trenérem. Začínal v Baníku Dubňany jako hrající asistent trenéra, od roku 1974 vedl mužstvo jako hlavní trenér. Dále trénoval Baník Ratíškovice, Sigmu Hodonín, Jiskru Kyjov, Sokol Vracov, Družbu Bukovany, Agro Milotice a Spartak Svatobořice-Mistřín.